# Коктейльний соус

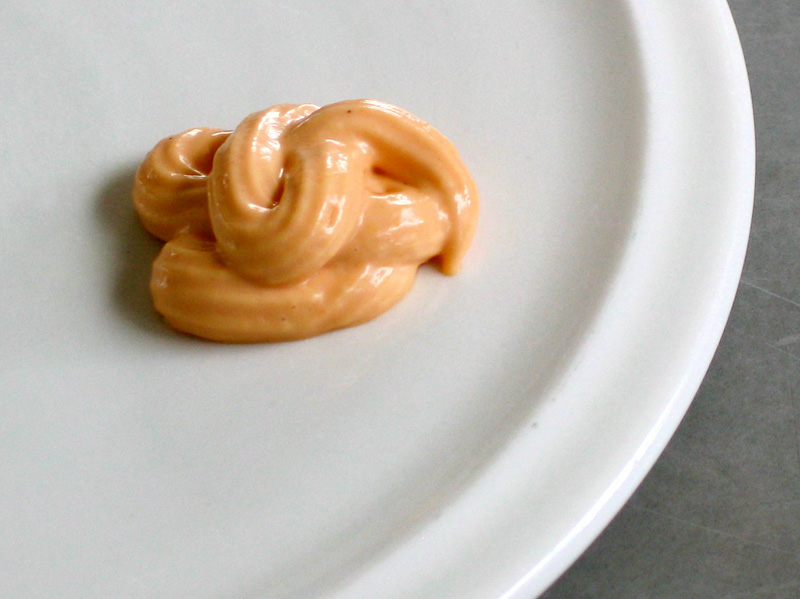
Коктейльний соус

Коктейльний соус — холодний соус, зазвичай на основі майонезу з додаванням томатного пюре. Призначений переважно для заправки закусочних салат-коктейлів з ракоподібними.
Коктейльний соус за складом і виглядом схожий на американський соус фрай і британський соус марі роуз з кетчупом або аргентинський соус гольф з томатами, але містить також хрін, вустерський соус і соус табаско. В іспанській кухні зазвичай називається «рожевим соусом», у скороченні від англійської назви. Змішувати майонез і томатну пасту практикували ще кулінари XIX століття, але моду на коктейльний соус до креветок популяризували в готелі «Невада» в Лас-Вегасі в 1950-х роках.
Коктейльний соус сервірують також до холодних страв з м'яса, птиці, риби, омарів, устриць, сиру та яєчних страв. Готові коктейльні соуси надходять у роздрібну торгівлю як кулінарні напівфабрикати.